# Cavariella saxifragae
Cavariella saxifragae är en insektsart. Cavariella saxifragae ingår i släktet Cavariella och familjen långrörsbladlöss. Inga underarter finns listade i Catalogue of Life.